# Nuritamburia thoracina
Nuritamburia thoracina là một loài bướm đêm thuộc họ Tortricidae. Nó là loài đặc hữu của Kauai và Oahu.
Ấu trùng ăn Perrottetia.